# Pinguicula potosiensis

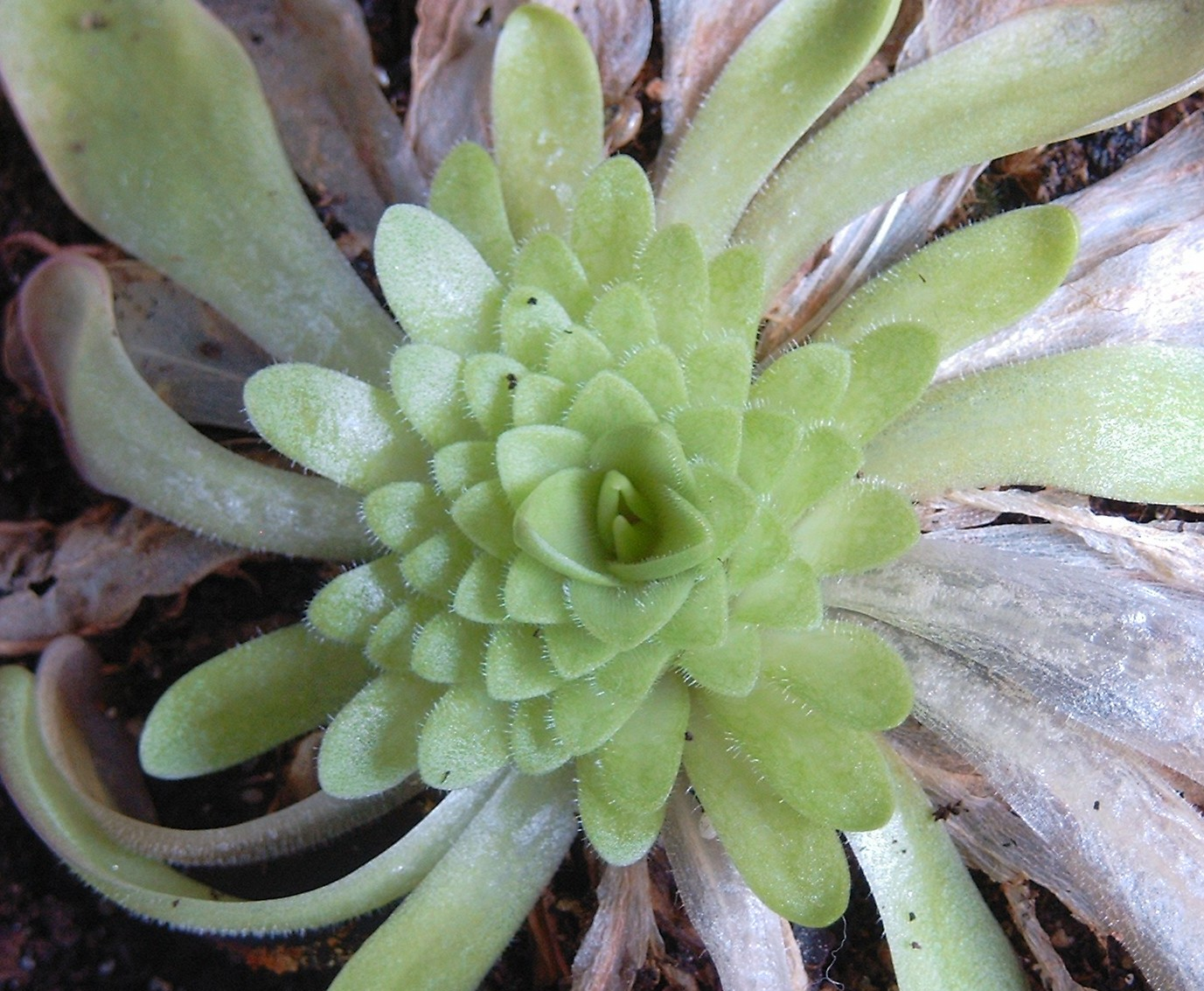
Pinguicula potosiensis, Winterrosette

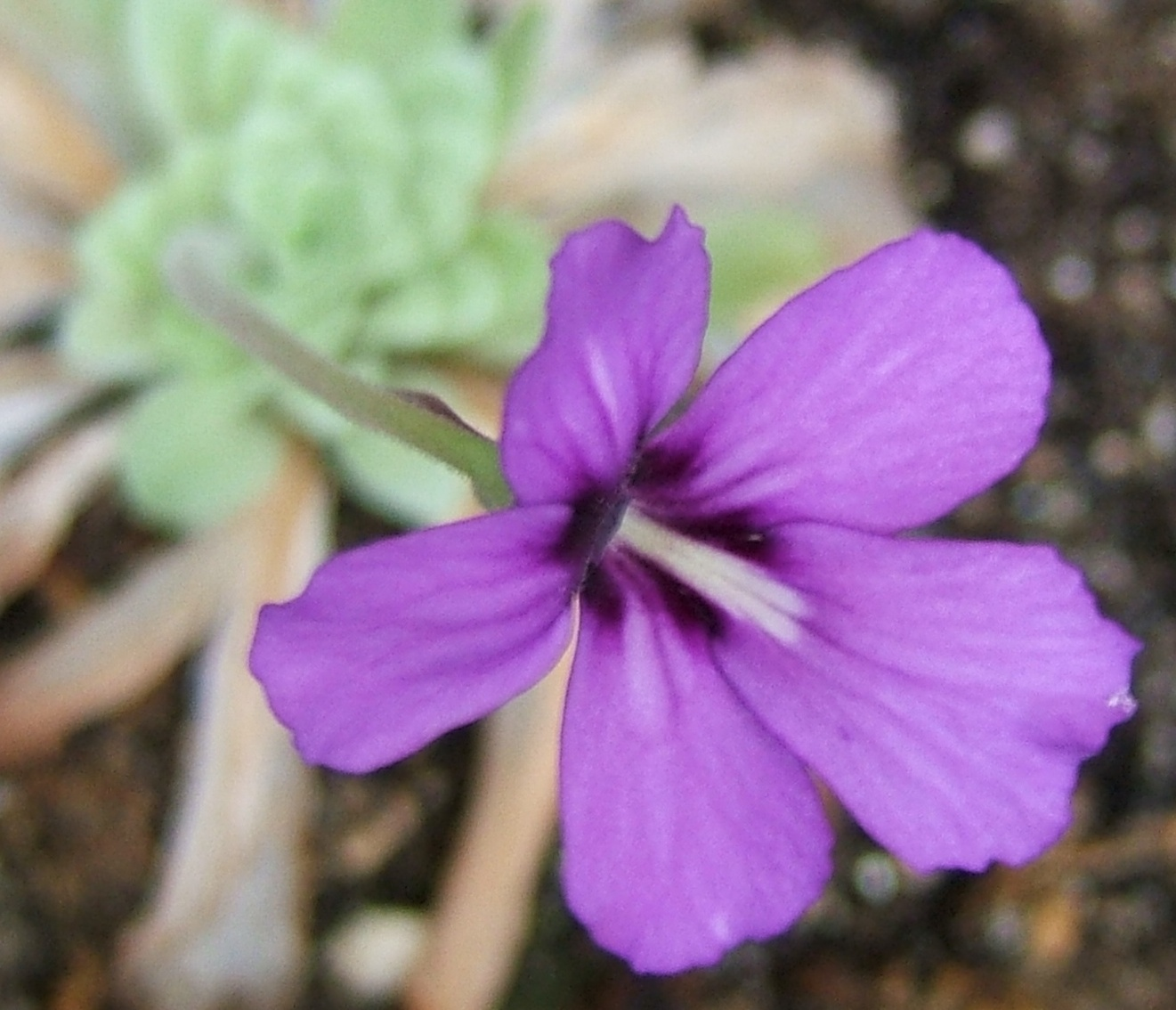
Pinguicula potosiensis, Blüte

Pinguicula potosiensis ist eine fleischfressende Pflanze aus der Gattung der Fettkräuter  (Pinguicula), Sektion Orcheosanthus. Es wurde 1989 von Franz Speta und Franz Fuchs erstbeschrieben.

## Beschreibung
Die Pflanze gehört zum tropisch-heterophyllen Wuchsformtyp und bildet dementsprechend eine Sommer- und eine Winterrosette aus, beide sind bodenständig. Das Wurzelwerk besteht aus zahlreichen weißen, dünnen und unverzweigten Wurzeln.
Die lockere Sommerrosette setzt sich aus 15 bis 20 von 8 bis 8,5 Zentimetern lange und bis zu 4 Zentimetern breite, oval-längliche Blätter aus, wobei die Blattränder nach oben gerollt sind. Bei genügend Sonneneinstrahlung erhalten die Blätter eine rötliche bis violette Färbung. 
Die dicht behaarte Winterrosette ist im Gegensatz dazu sehr klein und kompakt und besteht aus 30 bis 40 verkehrt-eiförmigen Blättern, die nur bis zu 2 Zentimeter lang und 6 bis 9 Millimeter breit und von grün-gelblicher Farbe sind. 
Eine ausgewachsene Pflanze bildet vier bis fünf langstielige, rosarote Blüten aus, in der Regel aus der Winterrosette. Es ist jedoch nicht ausgeschlossen, dass die Pflanze auch im Sommer blüht.

## Verbreitung
Die Art ist in San Luis Potosi, Mexiko heimisch. Sie kann jedoch auch problemlos in Kultur in europäischen Breiten gehalten werden.

## Systematik
Seit ihrer Erstbeschreibung wird diskutiert, ob es sich bei Pinguicula potosiensis um eine Form von Pinguicula moranensis handelt, bereits Speta und Fuchs wiesen auf die starke Ähnlichkeit beider Arten hin. Sie unterschieden Pinguicula potosiensis anhand der kleineren Winterrosette, der schmaleren Loben der Blüte sowie der Färbung von Blüte wie Blättern von Pinguicula moranensis.